# Leichtathletik-Weltmeisterschaften 2017/Teilnehmer (China)
| Gelbes Symbol für Goldmedaillen mit stilisierten Olympischen Ringen | Graues Symbol für Silbermedaillen mit stilisierten Olympischen Ringen | Braundes Symbol für Bronzemedaillen mit stilisierten Olympischen Ringen |
| ------------------------------------------------------------------- | --------------------------------------------------------------------- | ----------------------------------------------------------------------- |
| 2                                                                   | 3                                                                     | 2                                                                       |

Der Leichtathletikverband der Volksrepublik China meldete 50 Athleten (25 Frauen und 25 Männer) für die Leichtathletik-Weltmeisterschaften 2017 in London.
Dong Bin (Dreisprung) musste seine Teilnahme absagen, da er sich bei der WM-Vorbereitung in Frankreich den linken Oberschenkel gezerrt hatte.

## Ergebnisse

### Männer

#### Laufdisziplinen
| Athlet                                                                 | Disziplin    | Vorlauf    | Vorlauf | Halbfinale | Halbfinale | Finale             | Finale             |
| Athlet                                                                 | Disziplin    | Zeit       | Platz   | Zeit       | Platz      | Zeit               | Platz              |
| ---------------------------------------------------------------------- | ------------ | ---------- | ------- | ---------- | ---------- | ------------------ | ------------------ |
| Su Bingtian                                                            | 100 m        | 10,03 s SB | 4       | 10,10 s    | 8          | 10,27 s            | 8                  |
| Xie Zhenye                                                             | 100 m        | 10,13 s    | 14      | 10,28 s    | 20         | nicht qualifiziert | nicht qualifiziert |
| Xie Zhenye                                                             | 200 m        | DNS        | DNS     | –––        | –––        | –––                | –––                |
| Xie Wenjun                                                             | 110 m Hürden | 13,34 s    | 5       | 13,36 s    | 12         | nicht qualifiziert | nicht qualifiziert |
| Jin Xiangqian                                                          | 20 km Gehen  |            |         |            |            | 1:21:24 h          | 19                 |
| Wang Kaihua                                                            | 20 km Gehen  |            |         |            |            | 1:19:30 h          | 7                  |
| Wang Rui                                                               | 20 km Gehen  |            |         |            |            | 1:23:09 h          | 34                 |
| Niu Wenbin                                                             | 50 km Gehen  |            |         |            |            | 4:01:35 h          | 30                 |
| Wu Qianlong                                                            | 50 km Gehen  |            |         |            |            | DSQ                | DSQ                |
| Yu Wei                                                                 | 50 km Gehen  |            |         |            |            | DNF                | DNF                |
| Bie Ge Liang Jinsheng Su Bingtian Zhang Peimeng Wu Zhiqiang Xie Zhenye | 4 × 100 m    | 38,20 s    | 4       |            |            | 38,34 s            | 4                  |

#### Sprung/Wurf
| Wang Yu         | Hochsprung     | 2,29 m  | 12  | DNS                | DNS                |     |     |
| Zhang Guowei    | Hochsprung     | 2,22 m  | 24  | nicht qualifiziert | nicht qualifiziert |     |     |
| Ding Bangchao   | Stabhochsprung | DNS     | DNS | –––                | –––                |     |     |
| Xue Changrui    | Stabhochsprung | 5,60 m  | 10  | 5,82 m NR          | 4                  |     |     |
| Yao Jie         | Stabhochsprung | 5,60 m  | 11  | NMH                | NMH                |     |     |
| Huang Changzhou | Weitsprung     | 7,70 m  | 24  | nicht qualifiziert | nicht qualifiziert |     |     |
| Shi Yuhao       | Weitsprung     | 8,06 m  | 7   | 8,23 m             | 6                  |     |     |
| Wang Jianan     | Weitsprung     | 7,92 m  | 11  | 8,23 m             | 7                  |     |     |
| Fang Yaoqing    | Dreisprung     | 16,17 m | 26  | nicht qualifiziert | nicht qualifiziert |     |     |
| Wu Ruiting      | Dreisprung     | 16,66 m | 11  | 16,66 m            | 9                  |     |     |
| Dong Bin        | Dreisprung     | DNS     | DNS | –––                | –––                | ––– | ––– |

### Frauen

#### Laufdisziplinen
| Athletin                                                  | Disziplin   | Vorlauf | Vorlauf | Halbfinale         | Halbfinale         | Finale             | Finale             |
| Athletin                                                  | Disziplin   | Zeit    | Platz   | Zeit               | Platz              | Zeit               | Platz              |
| --------------------------------------------------------- | ----------- | ------- | ------- | ------------------ | ------------------ | ------------------ | ------------------ |
| Wei Yongli                                                | 100 m       | 11,37 s | 26      | nicht qualifiziert | nicht qualifiziert | nicht qualifiziert | nicht qualifiziert |
| Cao Mojie                                                 | Marathon    |         |         |                    |                    | DNF                | DNF                |
| Liu Qinghong                                              | Marathon    |         |         |                    |                    | 2:52:21 h SB       | 65                 |
| Lu Xiuzhi                                                 | 20 km Gehen |         |         |                    |                    | DSQ                | DSQ                |
| Wang Na                                                   | 20 km Gehen |         |         |                    |                    | 1:29:26 h          | 8                  |
| Yang Jiayu                                                | 20 km Gehen |         |         |                    |                    | 1:26:18 h PB       |                    |
| Yang Shuqing                                              | 50 km Gehen |         |         |                    |                    | 4:20:49 h PB       |                    |
| Yin Hang                                                  | 50 km Gehen |         |         |                    |                    | 4:08:58 h AR       |                    |
| Ge Manqi Kong Lingwei Liang Xiaojing Tao Yujia Wei Yongli | 4 × 100 m   | DSQ     | DSQ     |                    |                    | –––                | –––                |

#### Sprung/Wurf
| Athletin     | Disziplin   | Qualifikation | Qualifikation | Finale             | Finale             |
| Athletin     | Disziplin   | Weite/Höhe    | Platz         | Weite/Höhe         | Platz              |
| ------------ | ----------- | ------------- | ------------- | ------------------ | ------------------ |
| Bian Ka      | Kugelstoßen | 18,18 m SB    | 6             | 17,60 m            | 12                 |
| Gao Yang     | Kugelstoßen | 17,87 m       | 10            | 18,25 m            | 5                  |
| Gong Lijiao  | Kugelstoßen | 18,97 m       | 1             | 19,94 m            |                    |
| Chen Yang    | Diskuswurf  | 62,71 m       | 9             | 61,28 m            | 10                 |
| Feng Bin     | Diskuswurf  | 62,48 m       | 10            | 61,56 m            | 8                  |
| Su Xinyue    | Diskuswurf  | 63,00 m       | 7             | 63,37 m            | 7                  |
| Luo Na       | Hammerwurf  | 69,54 m       | 13            | nicht qualifiziert | nicht qualifiziert |
| Wang Zheng   | Hammerwurf  | 71,89 m       | 7             | 75,98 m            |                    |
| Zhang Wenxiu | Hammerwurf  | 71,39 m       | 10            | 74,53 m SB         | 4                  |
| Li Lingwei   | Speerwurf   | 62,29 m       | 12            | 66,25 m PB         |                    |
| Liu Shiying  | Speerwurf   | 64,72 m       | 4             | 62,84 m            | 8                  |
| Lü Huihui    | Speerwurf   | 67,59 m AR    | 1             | 65,26 m            |                    |